# Шосе Макензі
Шосе Маккензі — канадське шосе на півночі Альберти та Північно-Західних територіях. Починається як Альбертське шосе 2 на Майл Зіро в Грімшоу, Альберта. Після перших 4,0 км, воно переходить в Альбертське шосе 35 на решті своєї довжини через Альберту, далі йде по шосе Північно-Західних територій 1. Закінчується в Ріглі, Північно-Західні території.

## Опис маршруту
Шосе Маккензі визначено як частина національної системи автомобільних доріг Канади, зберігаючи статус основного маршруту від кінцевої зупинки в Грімшоу до перетину з шосе Єллоунайф, а також статус північного/віддаленого маршруту для решти маршруту до північної кінцевої зупинки в Ріглі.
Розпочатий у 1938 році, до Другої світової війни, проєкт був облишений із початком війни. Його відновили наприкінці 1940-х років і довели до Гей-Ривер, у 1948-1949 роках, але деякі ділянки, особливо в районі Стін-Ривер, залишалися складними.
У 1960 році він був розширений з Ентерпрайз, приблизно 39 км на південь від річки Хей, на північний захід, потім на північ повз форт Провіденс до Бехчоке (у той час відомий як Рае-Едзо) і на південний схід до міста Єллоунайф, яке стало столицею Північно-Західних територій у 1967 році. Значна частина розширення тепер відома як шосе Північно-Західних територій 3 або Єллоунайфське шосе. 39 кіломерова ділянка від Ентерпрайза до Гей-Ривера має назву шосе північно-західних територій 2.
Приблизно в 1970 році шосе було продовжено на захід від того, що зараз є південною кінцевою станцією шосе 3, щоб досягти Форт Сімпсон, а в 1971 році, коли ділянку до Форт Сімпсона було відкрито для руху, почалася робота з підготовки рівня дороги від нього до Ріглі, але робота була залишена. Проїзна частина, яка починається від розв'язки 3,5 км  з острова, який включає «центр міста» Форт Сімпсон, був нарешті відкритий у 1994 році та включає поромну переправу Н'дулі та льодові переправи.
8 листопада 2013 року ділянку шосе від кордону Альберти/Північно-Західних територій до Ентерпрайза було названо Шосе Героїв.
Проводяться соціальні та економічні дослідження продовження шосе на північ від Ріглі до Демпстерського шосе; територіальний уряд завершив будівництво 34 мостів через усі, крім шести найширших річкових переходів, які обслуговують льодову дорогу та чекають будь-якого погодного маршруту. У червні 2018 року було оголошено про фінансування в розмірі 140 мільйонів доларів США, що призведе до будівництва мосту через річку Велика Ведмежа та подовження всепогодної дороги шосе Маккензі на північ на 15 км до гори Годе.

## Фотогалерея

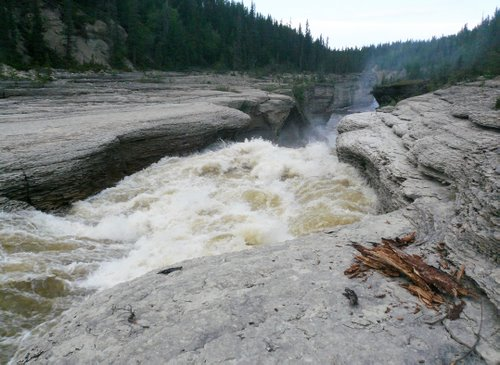
Пороги на річці Траут, від шосе Маккензі
61°8′42″ пн. ш. 119°50′46″ зх. д. / 61.14500° пн. ш. 119.84611° зх. д.
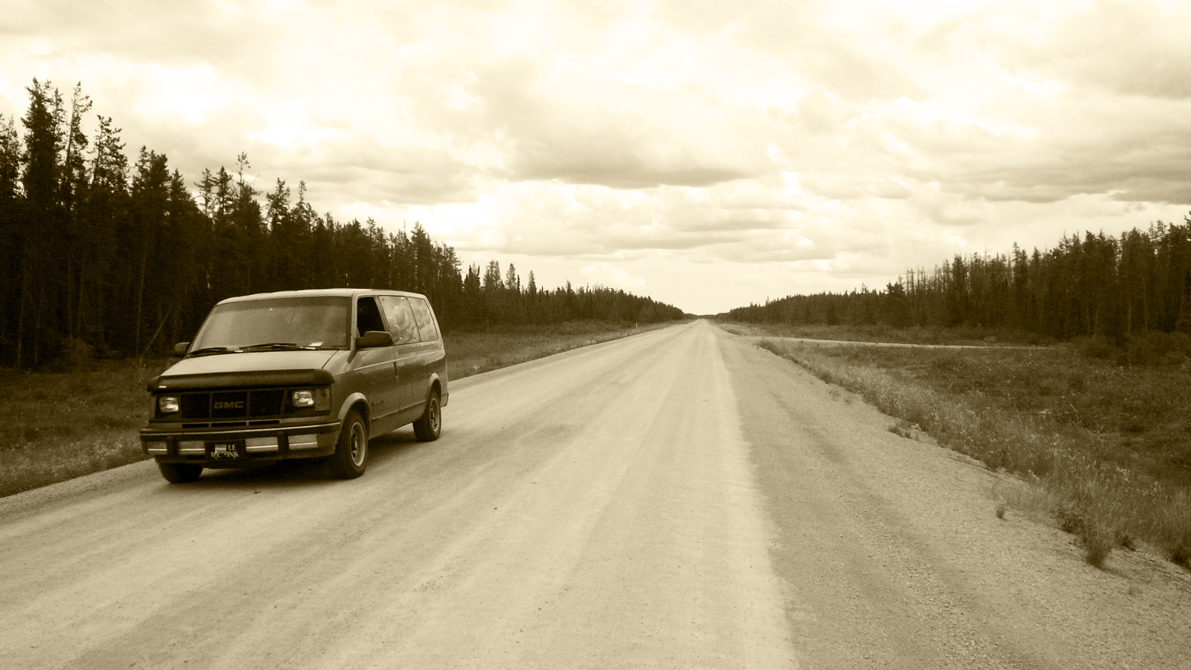
Шосе Маккензі
61°8′35″ пн. ш. 119°10′28″ зх. д. / 61.14306° пн. ш. 119.17444° зх. д.
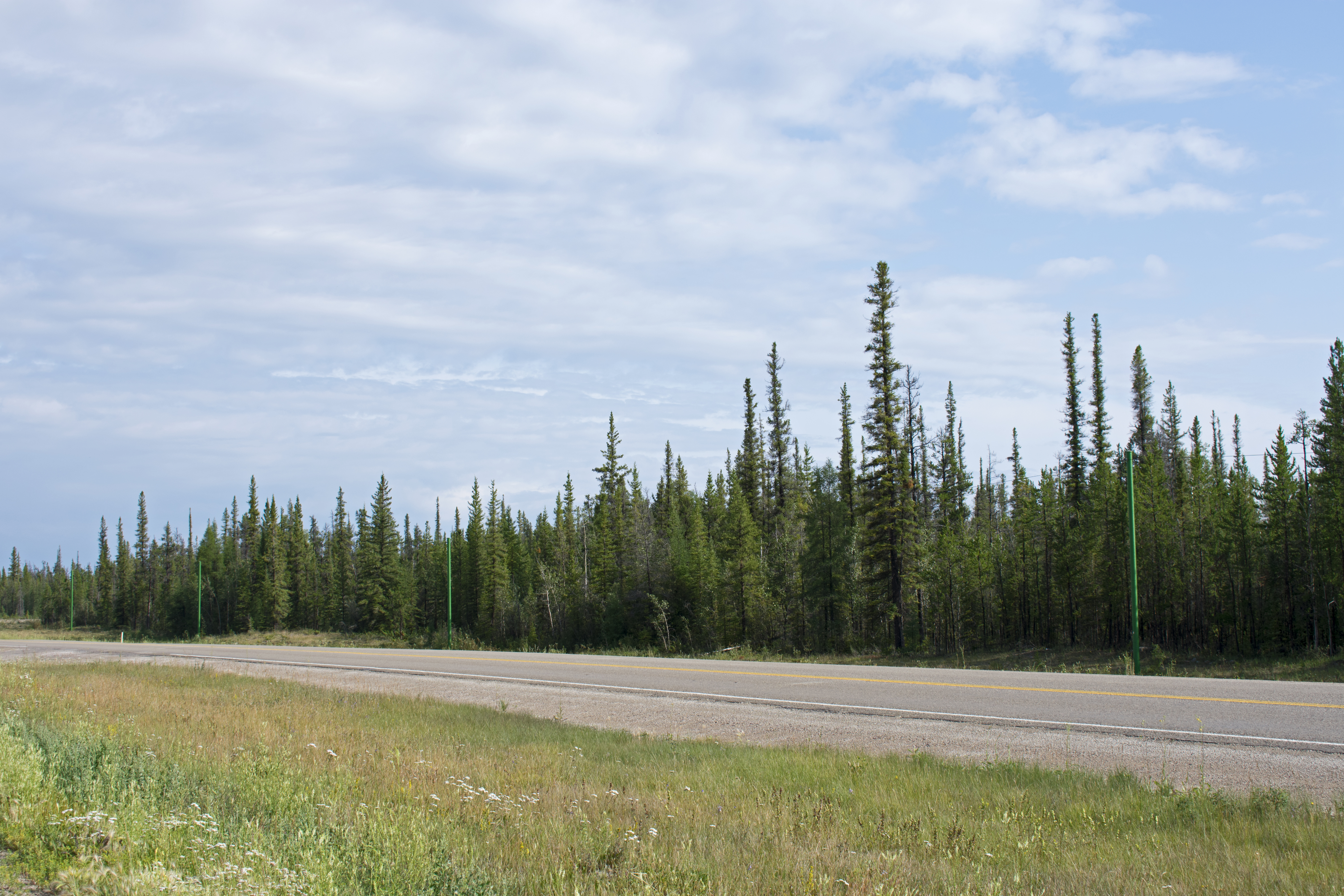
У територіальному парку Макнеллі-Крік 60°46′37.9″ пн. ш. 116°34′25″ зх. д. / 60.777194° пн. ш. 116.57361° зх. д.
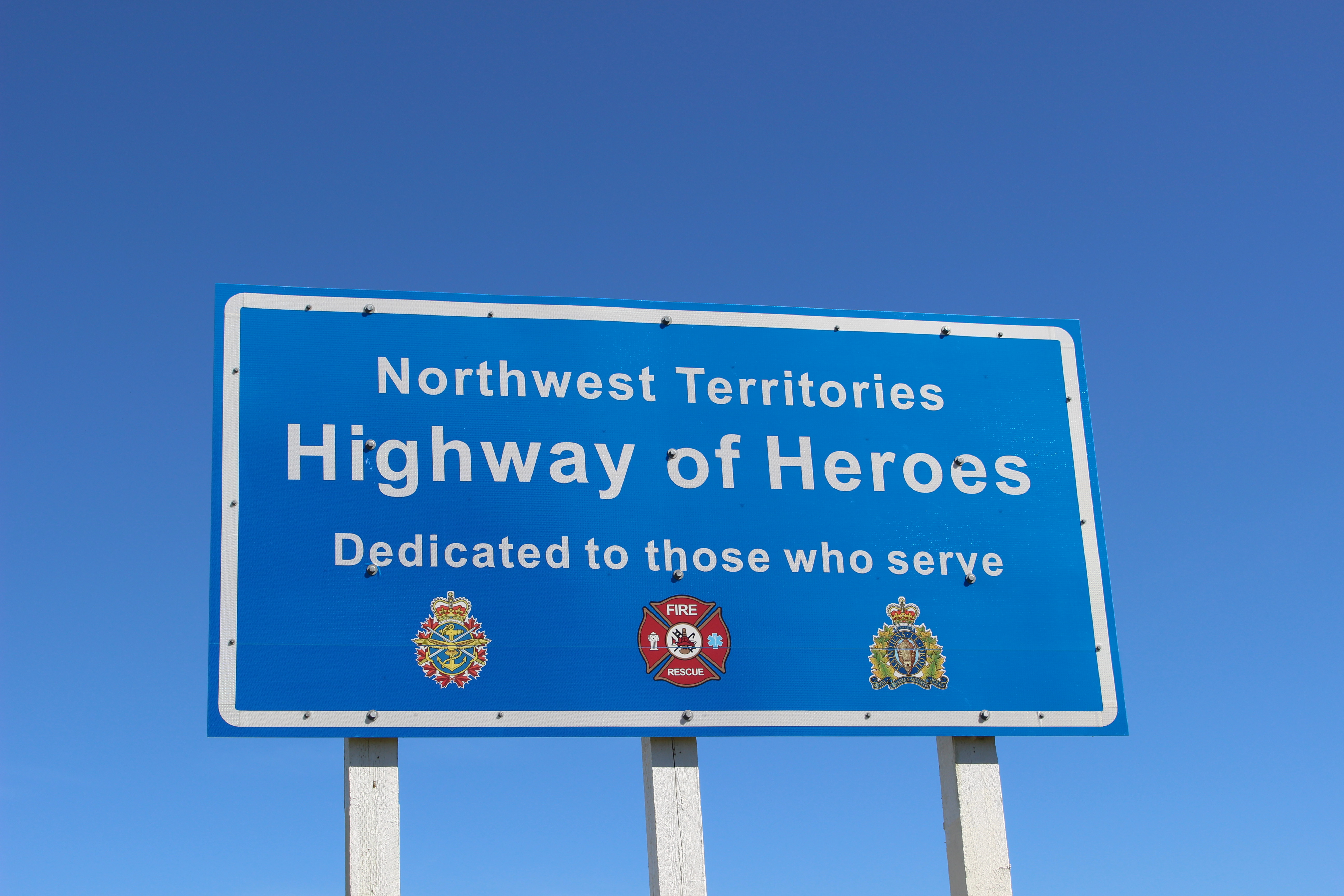
Знак «Шосе героїв північно-західних територій».